# Гликадзи-Арвелер, Элени
Элени Гликадзи-Арвелер (греч. Ελένη Γλύκατζη-Αρβελέρ, фр. Hélène Ahrweiler; 29 августа 1926, Афины, Королевство Греция) — греческая историк-византинист и университетский профессор. Является первой женщиной, возглавившей факультет истории университета Сорбонна в 1967 году и стала первой женщиной-ректором этого университета за 700 лет его истории, в 1976 году. В 2008 году в ходе телевизионного шоу «Великие греки» вошла в сотню великих греков всех времён, под номером 86. Вошла в Список Послов доброй воли ЮНИСЕФ.

## Биография
Родилась в Афинах 29 августа 1926 года в семье греческих беженцев из Малой Азии. Семейное происхождение во многом определило её дальнейшие интересы как историка. Закончила Философский факультет (Афинский университет). В годы тройной германо-итало-болгарской оккупации Греции приняла участие в Сопротивлении, в рядах Национальной Всегреческой Организации Молодёжи (ЭПОН), в одной ячейке со ставшим известным в дальнейшем греческим композитором Маносом Хадзидакисом. По завершении учёбы работала исследователем в Центре Малоазийских исследований -Афины. Переехала в Париж в 1953 году для продолжения учёбы в École pratique des hautes études, где получила степень доктора истории . Через 2 года пребывания во Франции была принята в Национальный центр научных исследований Франции (CNRS). В 1964 году получила титул директора Центра и в 1967 году профессора Сорбонны, одновременно получила титул Docteur des Lettres. Была директором Центра Истории и Культуры Византии и Христианской археологии.
В 1970—1973 гг. Университет Париж 1 Пантеон-Сорбонна избрал её на пост заместителя ректора, а в 1976—1981 гг. на пост ректора. Арвелер стала первой женщиной на этом посту за всю историю университета.
Здесь она познакомилась и вышла замуж за офицера французской армии Жака Арвелера. В браке с ним родила дочь
.
В 1982 году президент Франции Франсуа Миттеран назначил её ректором Парижской Академии и канцлером всех Парижских университетов. На этом посту Элени Арвелер оставалась до 1989 года. С февраля 1989 года по август 1991 года она была назначена президентом в Центр Помпиду.
Является, кроме прочего, президентом Комитета этики при Национальном центре научных исследований (Франция), Европейского Культурного Центра Дельфы (Греция) и почётным президентом Международной ассоциации Византийских исследований.
Её работы в основном относятся к области византинистики. Среди самых значительных её работ следует отметить «Исследования о правлении Византийской империи в 9-м и 10-м веках» (1960), «Византия и море» (1966), «Исследования о организации правления и общественной структуре Византии» (1971), «Византия, страна и территории» (1976), «Политическая идеология Византийской империи» (1976)
, «Византийская география», «Историческая география средиземноморского мира». Арвелер известна своими либеральными взглядами и взглядами на свободу изъявления идей. Как она сама заявила в одном из своих интервью: «Когда я была ректором Сорбонны, я никогда не разрешала полицейским входить в университет без моего личного присутствия».
Элени Гликадзи-Арвелер считается сегодня одной из самых выдающихся университетских личностей, особенно в византинистике, с большим числом лекций и выступлений в Греции и за её пределами. Среди её книг также отмечены «Смирна между двумя турецкими оккупациями» (1975), «Диаспора в Византии» (1995), «Создание Европы» (2000), «Почему Византия» (2010)
.

## Награды и почётные звания
Арвелер является член-корреспондентом следующих академий: Британская академия, Афинская академия наук, Берлин-Бранденбургской академии наук и искусств, Болгарская академия наук, и ассоциированным членом Королевской академии наук и искусств Бельгии. Арвелер носит ряд почётных учёных степеней, и получила следующие награды-звания от французского правительства:
- Орден Почётного легиона — командор
- Орден «За заслуги» (Франция) — кавалер Большого креста
- Орден Академических пальм — командор
- Орден Искусств и литературы — командор

Также в 1984 году Арвелер была награждена Олимпийским орденом.